# Adrian Simion
Adrian Simion   (Bucarest, 2 d'agost de 1961) és un jugador d'handbol romanès, ja retirat, que va competir durant la dècada de 1970.
El 1984 va prendre part en els Jocs Olímpics d'Estiu de Los Angeles, on va guanyar la medalla de bronze en la competició d'handbol. Hi va jugar un partit, com a porter.
A nivell de clubs jugà com a defensa al Steaua București, amb qui va guanyar vuit edicions de la lliga romanesa d'handbol i la Copa d'Europa d'Handbol de 1989.